# Igreja Ortodoxa na Estônia
Igreja Ortodoxa na Estônia (estoniano: Õigeusu kirik Eestis) ou Igreja Ortodoxa Estoniana (estoniano: Eesti Õigeusu Kirik) é uma Igreja Ortodoxa na Estônia, representada atualmente por duas jurisdições: uma autogovernada sob o Patriarcado de Moscou e outra autônoma sob o Patriarcado de Constantinopla.
A Igreja Ortodoxa opera no território estoniano há séculos, e padres e congregações ortodoxas estão ativos na Estônia desde o Séc. XI. Uma grande parte da população do sudeste da Estônia (Setos) é tradicionalmente membro da Igreja Ortodoxa. Em outros lugares da Estônia, a influência da Igreja Ortodoxa permaneceu pequena. Não foi até o séc. XIX que a maior conversão dos estonianos à ortodoxia começou. Uma das razões para a conversão foi a divisão de terras para os ortodoxos: uma grande parte dos estonianos esperava obter terras e outros alívios com a "religião czarista".  A hostilidade dos camponeses aos latifundiários e aos pastores luteranos que os apoiavam também desempenhou um papel importante na conversão. A conversão procurou se libertar do domínio "alemão".
As paróquias ortodoxas localizadas no território da Estônia em 1721-1917 foram subordinadas ao Santo Sínodo, o mais alto órgão de Governo do Eclesiástico da Igreja Ortodoxa Russa.

## Ortodoxia na Estônia
Os missionários ortodoxos de Novogárdia e Pescóvia atuaram entre os estonianos das regiões sudeste das áreas próximas a Pescóvia, do século X até o XII. A primeira menção de uma congregação ortodoxa na Estônia foi em 1030, no local onde atualmente situa-se a cidade de Tartu. Por volta de 600, no lado oriental da colina Toome (Toomemägi) os estonianos fundaram a cidade de Tarbatu. Em 1030, o Príncipe Quievano, Jaroslau, o Sábio, conquistou Tarbatu e construiu seu próprio Forte chamado Jurieu, bem como (alegadamente) uma congregação na catedral dedicada a seu santo patrono, São Jorge. A congregação pode ter sobrevivido até 1061, quando, de acordo com as crônicas, Jurieu foi incendiada e os cristãos ortodoxos expulsos.
Como consequências das Cruzadas do Norte no início do século XIII, o norte da Estônia foi conquistado pela Dinamarca e a parte sul pela Ordem Teutônica e mais tarde pelos Irmãos Livônios da Espada, e assim passou para o controle do Cristianismo ocidental. Porém, mais tarde, os comerciantes russos foram capazes de fundar pequenas congregações ortodoxas em diversas cidades estonianas. Uma dessas congregações foi expulsa da cidade de Dorpat (Tartu) pelos alemães em 1472, que martirizaram seu padre, Isidoro, juntamente com um número de fiéis ortodoxos (o grupo é festejado no dia 8 de janeiro).
Pouco conhece-se da história da Igreja na região até os séculos XVII e XVIII, quando muitos Velhos Crentes fugiram da Rússia para evitarem as reformas litúrgicas introduzidas pelo Patriarca Nicônio de Moscou.

## A Igreja Ortodoxa Estoniana no Império Russo
O Tratado de Uusikaupunki (1721), que pôs fim à Grande Guerra do Norte, garantiu aos luteranos de Livônia e Estônia a liberdade religiosa de que gozavam até então, mas a Ortodoxia foi acrescentada. Após a conquista da Estônia durante a Grande Guerra do Norte, as igrejas luteranas locais foram tomadas para o serviço religioso das tropas ortodoxas de Moscou: após a conquista de Tartu, as igrejas foram tomadas por ordem do Conde Boris Sheremetev em 1704. Em Taline, a Igreja de São Miguel, que havia pertencido à guarnição sueca que havia deixado a cidade, foi tomada pelos ortodoxos por ordem do governador-geral da Estônia e Livônia, Aleksandr Menshikov. Em 1721, a Igreja da Natividade da Mãe de Deus foi construída em Taline para as forças terrestres, e uma cópia do ícone da Mãe de Deus em Kazan e um antigo ícone militar dobrável com a mesma imagem foram trazidos de São Petersburgo. Depois do ícone, a igreja foi chamada de Igreja do Ícone de Nossa Senhora de Kazan. A Igreja de São Simeão e Ana, a Profetisa foi construída no porto de Taline para os fuzileiros por ordem da imperatriz Anna Ivanovna em 1752-1755.
Nos primeiros anos após a Grande Guerra do Norte, as paróquias ortodoxas estavam sob a autoridade do Patriarca de Moscou e Toda a Rússia, o Bispo de Pskov e Narva, o Metropolita Estêvão.
De 1725 a 1736, as paróquias da Igreja Ortodoxa Russa na província de Taline pertenciam a Diocese de Pskov, cujo bispo também tinha o título de Bispo de Taline. O arcebispo de Pskov e Narva (1718-1725) foi Feofan (Prokopovich); (1725) Feofilakt (Lopatinsky); (1725-1731) Rafail (Zaborovski).
Entretanto, as paróquias ortodoxas da província de Riga (sudeste da Estônia) pertenciam às dioceses de Pskov, Irboska e Narva, cujo bispo também tinha o título de Bispo de Riga. A fim de melhor governar as paróquias, foi estabelecido um escritório clerical em Riga em 1727, que foi renomeado Governo Clerical em 1739 e o Governo Espiritual de Livônia em 1750.
Em 14 de junho de 1764, por decreto, as paróquias ortodoxas da província estoniana foram fundidas com a Diocese de São Petersburgo. O Governo Clerical de Narva e o Governo Espiritual da Estônia (1798-1817) lidaram com os assuntos administrativos e clericais das paróquias locais. Em 1764, a Diocese de Pskov, Irboska e Narva passou a se chamar Diocese de Pskov e Riga, e em 1799 a Diocese de Pskov, Livonia e Curlândia
Em 5 de agosto de 1817, o Vicariato ou Diocese auxiliar de Taline foi formado a partir da Diocese de São Petersburgo, chefiado por um vigário ou bispo auxiliar que era subordinado ao Metropolita de São Petersburgo.
Em 1833, a Diocese de Pskov, Livônia e Curlânia foi formada a partir da Diocese de Pskov e Livônia. Por decreto de 14 de setembro de 1836, foi formado o Vicariato de Riga, chefiado pelo Bispo Vigário de Riga, que era subordinado ao Bispo de Pskov. Ao lado do Bispo Vigário, o governo clerical da Livônia continuou a funcionar.

### Movimento de Conversão
Na década de 1840, um movimento de protesto social ocorreu na província da Livônia e na década de 1880 nas partes ocidentais da província da Estônia, durante o qual uma parte significativa da população rural dessas áreas se converteu à ortodoxia. O principal motivo do movimento de conversão foi considerado as esperanças dos camponeses estonianos e letões de melhorar sua situação econômica adquirindo terras e aliviando a carga senhorial. O movimento também protestou contra a Igreja Luterana, que estava sob a influência dos senhores de terras alemães do Báltico.
Em 25 de fevereiro de 1850, o Imperador Nicolau I aprovou a proposta do Santo Sínodo de transformar o Vicariato de Riga em uma diocese independente com jurisdição sob as paróquias ortodoxas da Curlândia e Livonia. Da Diocese de Pskov e Livônia, foi formada a Diocese de Pskov e Porhov. O Governo Clerical livôniano foi fechado e substituído pelo Consistório Eclesiástico de Riga. Em 1865, as paróquias ortodoxas da província estoniana foram unidas à Diocese de Riga. Com um ukase do Sínodo em 9 de abril de 1866, o VIcariato de Taline foi estabelecido na Diocese de Riga, liderado pelo Bispo Vigário de Taline. As paróquias de Narva permaneceram na Diocese de São Petersburgo até a independência da Estônia. O líder espiritual do noroeste da Rússia (1860-1892) foi o Metropolita de São Petersburgo e Novgorod, Isidoro.
Durante o Império Russo, o Vicariato de Taline da Diocese de Riga, que estava sob a administração do Bispo de Riga da Igreja Ortodoxa Russa, foi dividida em paróquias e congregações regionais.
Em 30 de março de 1917, o norte da Livônia foi unido à Governadoria da Estônia. O Consistório de Riga deixou de existir com base em um decreto do Governo Provisório da Rússia de 30 de março de 1917, e o clero ortodoxo estoniano começou a organizar sua Igreja nacional. Em julho de 1917, os sínodos da Igreja Ortodoxa Russa aprovaram a abertura do Vicariato de Taline das Dioceses de Riga e Miitavi na província estoniana, respondendo aos pedidos da Igreja Ortodoxa local.
Em 10 de agosto de 1917, a Seção estoniana da Assembléia Diocesana de Riga elegeu Paulo Kulbusch, um estoniano, o primeiro pároco da paróquia estoniana de São Isidoro em São Petersburgo, como candidato a Bispo Vigário de Taline, e foi ordenado em 31 de dezembro de 1917. Em 25 de fevereiro de 1919, os embaixadores estonianos trouxeram o Conselho diocesano de Tartu para Tallinn para a Casa nº 64 da Rua Pikale.

## Igreja Ortodoxa Estoniana autônoma
Após o colapso do Império Russo em 1918, o Governo Provisório da Estônia adotou a "Ordem Provisória do Governo da Igreja Greco-Católica e do Governo Autônomo das Paróquias" em 19 de abril de 1919, segundo a qual as leis da Igreja Ortodoxa adotadas no Conselho da Igreja Ortodoxa de Toda a Rússia, realizado em Moscou em 1917-1918, foram reconhecidas como válidas na República da Estônia. Com base na lei eclesiástica, os limites das dioceses foram determinados pelo assembleia diocesana ou sínodo diocesano. 
Em junho de 1919, o Conselho da Diocese da Estônia, por decreto, formou a paróquia de Petseri a partir das paróquias da diocese de Taline, que até 1918 pertencia à Diocese Pskov da Igreja Ortodoxa Russa. Em 10 de maio de 1920, o Santo Sínodo da Igreja Ortodoxa Russa na Rússia Soviética, o Supremo Conselho Eclesiástico da Igreja Ortodoxa Russa e o Patriarca Ticônio de Moscou e Toda a Rússia reconheceram a autonomia da diocese ortodoxa estoniana.
Os ortodoxos estonianos formaram a Igreja Ortodoxa Apostólica Estoniana, que ficou sob a jurisdição do Patriarcado Ecumênico de Constantinopla em 1923. Foi formalizada em 7 de julho de 1923 pelos tomos do Patriarca Melécio IV de Constantinopla.

### Durante a Segunda Guerra Mundial
Imediatamente após o estabelecimento do poder soviético nos Estados Bálticos em 1940, os líderes das Igrejas Ortodoxas da Estônia e da Letônia foram convidados a Moscou na primavera de 1941, onde foram forçados a admitir a subordinação ao Patriarcado de Moscou.
Com o início da ocupação alemã da Estônia, a Igreja Ortodoxa Apostólica da Estônia restaurou sua atual estrutura e subordinação ao Patriarcado Ecumênico de Constantinopla. A diocese de língua russa de Narva da Igreja Ortodoxa Apostólica da Estônia recusou-se a obedecer ao Metropolita Alexandre e permaneceu sob o controle do Patriarcado de Moscou. Em 1942, as autoridades de ocupação alemãs reconheceram a existência de duas Igrejas na Estônia ocupada.
O Metropolita Alexandre que se exilou no Ocidente em 1944 após a ocupação soviética, e cerca de 20 clérigos mantiveram a continuidade legal estatutária da Igreja Ortodoxa Apostólica da Estônia no exílio, enquanto a Igreja Ortodoxa Apostólica da Estônia foi extinta na Estônia.

### Após a Segunda Guerra Mundial
Representantes da Igreja Ortodoxa Russa na República Socialista Soviética da Estônia começaram a organizar os assuntos da Igreja Ortodoxa em 1945, como resultado da formação da diocese da Igreja Ortodoxa Russa em Taline e na Estônia a partir das paróquias ortodoxas na Estônia. O processo de re-independência da Estônia também levou à restauração de organizações extintas durante a ocupação soviética. Dois grupos foram formados na diocese ortodoxa que opera na Estônia - um queria manter o status quo e a subordinação ao Patriarcado de Moscou, o outro para restaurar as atividades da  Igreja Ortodoxa Apostólica da Estônia de pré-ocupação na Estônia sob o governo canônico do Patriarcado de Constantinopla. A Igreja Ortodoxa Apostólica da Estônia manteve as suas atividades estatutárias no exílio e as suas atividades na Estônia foram retomadas em 1993 com base na continuidade legal.

## Igreja Ortodoxa Estoniana do Patriarcado de Moscou

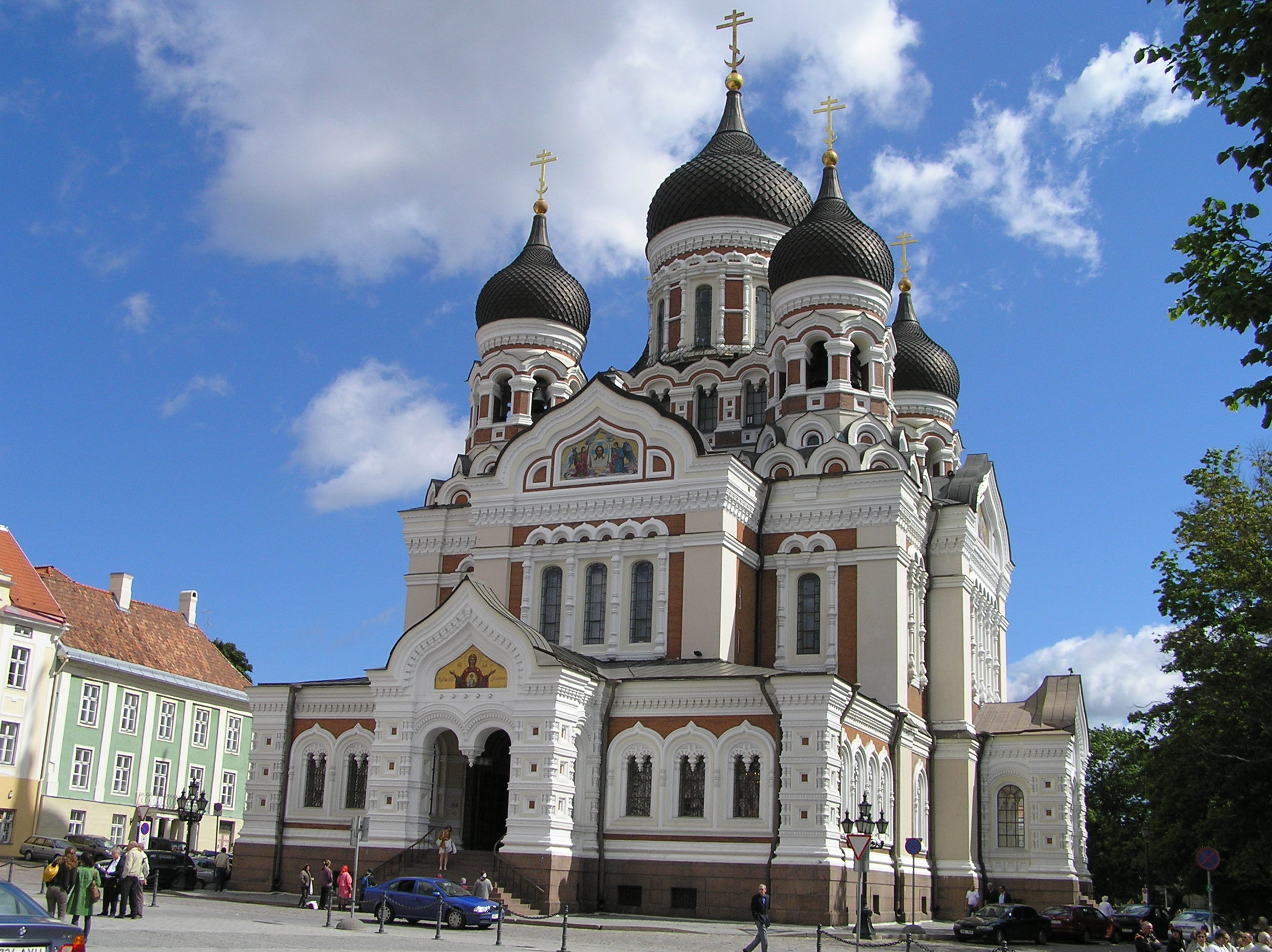
Catedral Alexander Nevski em Toompea, Tallinn.

A Igreja Ortodoxa Estoniana do Patriarcado de Moscou foi estabelecida sob o nome de Igreja Ortodoxa Estoniana de acordo com a decisão do Santo Sínodo do Patriarcado de Moscou de 11 de agosto de 1992, que reafirmou a decisão do Patriarca Ticônio em 1920 de conceder autonomia à Diocese Ortodoxa da Estônia.
De fato, a Igreja Ortodoxa Estoniana do Patriarcado de Moscou foi formada como sucessora da Igreja Ortodoxa Russa em Taline e da Diocese da Estônia, que operava em território estoniano desde 1945. Histórica e legalmente, no entanto, a Igreja Ortodoxa Estoniana do Patriarcado de Moscou se considera a sucessora da Igreja Ortodoxa Apostólica Estoniana autônoma, fundada em 1920, tendo declarado canonicamente errado para esta Igreja ficar sob a jurisdição do Patriarca Ecumênico de Constantinopla em 1923.
Como resultado, há uma briga e disputa com a Igreja Ortodoxa Apostólica Estoniana, que se considera a sucessora legal da mesma Igreja e foi reconhecida pelas autoridades estonianas em 1993, e que ainda opera sob a jurisdição do Patriarca de Constantinopla.